# Pine Island Center
Pine Island Center es un lugar designado por el censo ubicado en el condado de Lee en el estado estadounidense de Florida. En el Censo de 2010 tenía una población de 1.854 habitantes y una densidad poblacional de 162,58 personas por km².

## Geografía
Pine Island Center se encuentra ubicado en las coordenadas 26°37′26″N 82°7′38″O / 26.62389, -82.12722. Según la Oficina del Censo de los Estados Unidos, Pine Island Center tiene una superficie total de 11.4 km², de la cual 11.29 km² corresponden a tierra firme y (1%) 0.11 km² es agua.

## Demografía
Según el censo de 2010, había 1.854 personas residiendo en Pine Island Center. La densidad de población era de 162,58 hab./km². De los 1.854 habitantes, Pine Island Center estaba compuesto por el 95.69% blancos, el 0.27% eran afroamericanos, el 0.76% eran amerindios, el 0.92% eran asiáticos, el 0% eran isleños del Pacífico, el 0.97% eran de otras razas y el 1.4% pertenecían a dos o más razas. Del total de la población el 5.5% eran hispanos o latinos de cualquier raza.